# Jongenbos
Jongenbos är en skog i Belgien.   Den ligger i provinsen Limburg och regionen Flandern, i den östra delen av landet, 80 km öster om huvudstaden Bryssel.
Omgivningarna runt Jongenbos är en mosaik av jordbruksmark och naturlig växtlighet. Runt Jongenbos är det tätbefolkat, med 257 invånare per kvadratkilometer.